# 포숙아
포숙아(鮑叔牙, 기원전 723년? ~ 기원전 644년)는 중국 춘추 시대 초기 제나라의 정치가이자 사상가로, "관포지교"로 잘 알려진 관중과 함께 영상(潁上) 사람이다. 포숙아는 제환공에게 제환공을 죽이려 했던 관중을 천거하였고, 제환공은 관중의 도움으로 춘추오패의 첫번째 패자가 되었다. 관중은 포숙아에 대해 "나를 낳아준 사람은 부모지만, 나를 이해해준 사람은 포숙아 뿐이다"라고 찬탄한 바 있다.